# Волгин, Василий Леонтьевич
Васи́лий Лео́нтьевич Волгин (13 марта 1920 года, с. Яблонка Вадского района Горьковской области — 12 сентября 1984 года, Минск) — командир эскадрильи 78-го гвардейского штурмового авиационного полка (2-й гвардейской штурмовой авиационной дивизии, 16-й воздушной армии, 1-го Белорусского фронта), на дату представления к присвоению звания Героя Советского Союза — гвардии капитан, в отставку вышел в звании генерал-майора авиации. Награждён орденом Ленина, 2 орденами Красного Знамени, орденом Александра Невского, 2 орденами Красной Звезды, орденом «За службу Родине в Вооружённых Силах СССР» 3-й степени, медалями.

## Биография

Могила Волгина на Северном кладбище Минска.

Родился 13 марта 1920 года в селе Яблонка Вадского района Горьковской (ныне Нижегородской) области в семье рабочего. Русский. Окончил неполную среднюю школу. После окончания семилетки поступил учиться в Сережинский лесотехникум, но после первого курса перевёлся в школу ФЗУ при Горьковском автозаводе. Работал фрезеровщиком на Горьковском автозаводе. Одновременно учился в аэроклубе.
В Красной Армии с 1939 года. В 1941 году окончил Таганрогскую военную авиационную школу пилотов, затем Высшую штурманскую школу.
Участник Великой Отечественной войны с 1942 года. Член КПСС с 1943 года. Первый боевой вылет совершил в сентябре 1942 года под Сталинградом. Летал на бомбардировщике Ил-4, потом — на штурмовике Ил-2.
В 1943 году сражался на Курской дуге, освобождал Чернигов, поддерживал советские наземные войска на днепровских плацдармах в Киевской и Гомельской областях, участвовал в Гомельско-Речицкой операции, в боях за город Рогачёв.
В конце сентября 1943 года Волгин в паре с лейтенантом Славниковым выполнил важнейшее задание командования. Пара штурмовиков вылетела на разрушение сильно прикрытой зенитными орудиями переправы через реку Припять у города Чернобыль, по которой к Днепру перебрасывались новые части германских войск для уничтожения плацдармов, завоёванных 13-й и 60-й армиями Центрального фронта. Пилоты разрушили мост внезапным ударом в сумерках.
К январю 1944 года совершил 120 боевых вылетов на штурмовку опорных пунктов, скоплений войск противника и был представлен к геройскому званию.
Указом Президиума Верховного Совета СССР от 13 апреля 1944 года присвоено звание Героя Советского Союза с вручением ордена Ленина и медали «Золотая Звезда» (№ 3510).
В 1944—1945 годах участвовал в боях на территории Белоруссии, Польши, Германии. Освобождал Бобруйск, Барановичи, Варшаву, Познань, штурмовал Берлин. Последние вылеты совершил на штурмовку Силезского железнодорожного вокзала и зенитных батарей, оборонявших эту часть Берлина, в апреле 1945 года.
Всего в течение Великой Отечественной войны совершил 159 боевых вылетов.
После войны продолжал службу в ВВС, прослужив в них более тридцати лет. В 1955 году окончил Военно-воздушную академию. Командовал авиационным соединением. С 1975 года — пенсионер Министерства обороны. Жил в Минске. Работал в ДОСААФ. 
Почетный гражданин городского поселка Оболь.
Умер 12 сентября 1984 года. Похоронен в Минске.

## Память
- В Минске на доме № 69 по улице Якуба Коласа, где жил Герой, установлена мемориальная доска. На родине в р.п.Вад Нижегородской области установлен мемориал.